# Le Prix de l'argent / La Loi du dollar

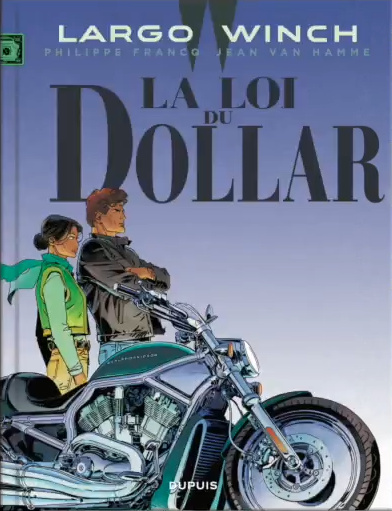
La Loi du dollar.

Le Prix de l'argent et La Loi du dollar sont deux bandes dessinées réalisées par Jean Van Hamme (scénario) et Philippe Francq (dessinateur), formant un diptyque appartenant à la série Largo Winch, et éditées respectivement en 2004 et 2005 par Dupuis dans la collection Repérages.
Ce diptyque constitue les treizième et quatorzième tomes de la série.

## Description

### Résumé
Tandis qu'il participe à une émission télévisée, « Le Prix de l'argent », Largo Winch assiste horrifié au suicide en direct d'un autre invité du plateau, Dennis Tarrant qui dirigeait une fabrique de matériel de ski dans le Montana. Cette fabrique appartenait à la société « Speed One » rattachée au Groupe W. Avant de mettre fin à ses jours, Tarrant accuse Winch d'être responsable de l'effondrement de sa structure à cause notamment de délocalisations ayant entraîné des licenciements massifs à Speed One.
Winch, décrié et pointé du doigt par tous les médias se rend à Deer Point, une petite ville montagnarde où vivait Tarrant pour assister de loin à son enterrement. Il présente ensuite ses condoléances à June la fille du défunt, une jeune femme aveugle de naissance mais qui a l'habitude de se débrouiller seule. Furieuse que Winch ose venir lui parler, elle le chasse de chez elle. Largo tombe ensuite sur trois ex-employés de Speed One qui tiennent Winch pour responsable de la perte de leur emploi et le rouent de coups.
Largo évite le pire grâce à l'arrivée du Shérif local, il est hospitalisé et s'en tire avec plusieurs côtes fêlées et de nombreux hématomes notamment sur le visage, la femme médecin qui l'a soigné lui fait part de son incompréhension par rapport aux agissements de son groupe, en effet elle trouve absurde qu'il procède à des délocalisations alors que Speed One se portait très bien, Largo conteste ce point de vue et prétend que les comptes de Speed One étaient dans le rouge.
Il s'entretient ensuite avec Olga Bukowski qui a tenu tous les comptes de Speed One et qui lui confirme que la situation de Speed One n'était pas celle qu'il croyait, Largo soupçonne alors quelqu'un d'avoir trafiqué les comptes de la société.
Largo vit ensuite un coup dur en constatant que ses deux meilleurs amis, Freddy Kaplan et Simon Ovronnaz ont pris une certaine distance avec lui depuis l'affaire de l'émission. Déprimé, il se réfugie dans l'alcool au fond d'un bar où il est reconnu par deux hommes qui veulent eux aussi lui faire payer le fait de jeter à la rue « les prolos qu'il exploite » mais il est secouru par Silky Song, une jeune pilote d'origine chinoise, experte en arts martiaux et remplaçante de Freddy Kaplan aux commandes du Mowgli Jet.
Quelque temps après, alors que Largo annonce aux différents présidents de son Groupe sa volonté de découvrir l'identité de celui qui a trafiqué les comptes de Speed One, il apprend par les journaux que June Tarrant a porté plainte contre lui pour avoir poussé son père à se suicider.
En outre, son avocat lui affirme que s'il parvient à prouver que les comptes de Speed One ont bien été trafiqués, c'est lui qui en subira les conséquences en premier en donnant à June Tarrant des éléments accablants contre lui.
Winch obstiné et décidé à découvrir quand même la vérité contacte Olga Bukowski par téléphone mais elle refuse de lui parler, soupçonnant que quelque chose n'est pas net. Largo retourne dans le Montana et se rend chez elle, mais lorsqu'il entre dans la maison il la découvre assassinée avec un piolet encore sur place. Il aperçoit un homme inconnu qui s'enfuit et veut le poursuivre mais il n'en a pas le temps car le Shérif et ses adjoints débarquent et l'accusent du meurtre.
Largo est emmené pour être placé en garde à vue mais il parvient à s'enfuir avant l'arrivée de la voiture à Deer Point.
Alors que toute la police du Montana est à sa recherche, il se réfugie chez June Tarrant et après une discussion mouvementée parvient à la convaincre de ses bonnes intentions, (« Il ne me reste plus qu'à prouver contre mon intérêt que quelqu'un a bien trafiqué les comptes de Speed One, parce que j'aime la vérité aussi désagréable soit-elle ! »), La jeune femme revenue à de meilleurs sentiments à son égard veut demander à son avocat Nigel Knox de retirer sa plainte contre lui mais Largo la supplie de n'en rien faire tant qu'il n'aura pas le fin mot de cette histoire, il pense en effet qu'agir de la sorte donnerait à ses adversaires des soupçons sur June et la mettrait en danger !
Poursuivi par de nombreuses unités policières, Largo et Silky Song parviennent à quitter le Montana et vont se réfugier derrière la frontière canadienne.
Mais les autorités américaines demandent à la garde montée du Canada de coopérer dans la capture de Winch.
Après maintes péripéties, Largo échappe une fois de plus à ses poursuivants et Silky l'emmène se cacher dans l'Idaho où il a un point de chute chez une bonne amie à lui, il y retrouve Freddy et Simon qui s'en veulent un peu de l'avoir laissé tomber lorsqu'il avait des ennuis et lui promettent de l'aider à résoudre cette affaire.
Largo sollicite également l'aide de Dwight Cochrane, l'Administrateur de son Groupe qu'il a tiré d'un mauvais pas et qui se sent redevable envers lui et de Sarah Washington, une jeune inspectrice des comptes à qui il a un jour sauvé la vie. Ensemble, ils rencontrent Harvey le PDG de Speed One et son adjoint Steve Munroe (Largo est déguisé en vieil homme lors de cette rencontre), leur enquête leur montre que les deux hommes pourraient bien être mêlés au trafic des comptes de la société, mais une gaffe de Sarah fait comprendre à Harvey et Munroe que l'un d'eux n'est autre que Largo Winch et ils doivent encore fuir la police.
Largo, déterminé à ne pas lâcher la partie, prend Munroe en filature et surprend une conversation entre lui et Harvey. Celui-ci lui reproche de ne pas avoir détruit les dossiers informatiques contenant les preuves que les comptes de Speed One ont été modifiés ; Munroe rétorque que de cette façon, il avait l'assurance qu'Harvey n'essaierait pas de le doubler et de lui faire porter le chapeau seul. en outre, Munroe avoue que c'est lui qui a tué Olga Bukowski ; et, alors qu'il s'apprête à tuer son patron pour ne pas laisser de témoins derrière lui, Largo intervient soudain et demande à Harvey, qu'il a sauvé, de se livrer à la police s'il ne veut pas se faire tuer par son collègue.
Nigel Knox, l'avocat de June, très médiatisé et en quête d'affaires juteuses, affirme, malgré les éléments nouveaux prouvant notamment l'innocence de Largo dans le meurtre d'Olga Bukowski, vouloir continuer la procédure pour le faire accuser d'avoir poussé Dennis Tarrant à se donner la mort. Largo de son côté rend visite à la femme médecin qui l'a soigné et qui était en fait la maîtresse et confidente de Tarrant. Elle finit par lui révéler que la véritable raison de son suicide était le fait qu'il souffrait d'un cancer en phase terminale, et qu'il avait monté un stratagème avec Nigel Knox : il devait se donner la mort sur un plateau de télévision, Knox devait ensuite convaincre June de déposer une plainte et de demander des dommages-intérêts, ceci afin que Dennis assure une sécurité financière à sa fille malgré l'effondrement de sa fabrique ; Knox toucherait également une part honorable.
Largo se rend alors chez Nigel Knox et, le mettant au courant de tout ce qu'il a appris, lui demande de ne pas poursuivre la procédure, sous peine de voir sa machination révélée et de l'exposer à se faire radier à vie de l'Ordre du Barreau.
Largo retourne à Deer Point et apprend avec horreur que Munroe, en cavale depuis qu'Harvey s'est livré aux autorités, a enlevé June et la retient en otage dans un bâtiment de la ville.
Le FBI est sur place et tente de négocier avec lui, mais Munroe répète qu'il veut un hélicoptère et une certaine somme d'argent, sans quoi il tuera June. Mais un coup de théâtre inattendu met soudainement fin à cette situation : Mitch, le jeune adjoint du Shérif de Deer Point, amoureux fou de June, tente une intrusion en solo dans le bâtiment. Mais il est repéré par Munroe, qui lui tire plusieurs balles dans la poitrine. Avant de mourir, Mitch parvient cependant à s'agripper au tueur et à le faire basculer dans le vide avec lui. À ce moment-là, June, se souvenant du mal qu'elle lui avait parfois fait en lui parlant de manière très dure, s'effondre sous le coup de l'émotion et murmure, tout bas : « Mitch pardon ! »
Après huit jours de détention, Largo est remis en liberté. Il remet sur pied la fabrique de Deer Point en l'incluant à la division du Groupe W « Sports And Entertainments » et il en cède plusieurs parts à June pour lui assurer la sécurité financière que son père avait voulu lui donner. Nigel Knox a accepté d'abandonner les poursuites contre lui et a fait une déclaration à la télévision où il se répand en éloges sur ce que le groupe Winch a fait pour Deer Point ; il révèle même au grand jour la maladie incurable de Dennis Tarrant et cesse de considérer Largo comme le responsable de sa mort. Freddy, qui, au fil de l'intrigue, n'est pas resté insensible au charme de la jeune June, finit par « poser son sac » et à commencer la vie commune avec elle.
Largo apprécie de plus en plus Silky (« Je sens que vous commencez à faire partie de mon cercle d'amis »), mais n'a pas trop d'espoirs à se faire du côté des sentiments, car la jeune femme, comme elle le lui a dit, a « plutôt tendance à préférer la compagnie des filles à celle des garçons ».

### Personnages
En plus des personnages habituels on découvre : 
- Dennis Tarrant, dirigeant d'une unité de fabrication de Speed One délocalisée alors qu'elle faisait vivre une petite ville nommée Deer Point. Il se suicide sur un plateau de télévision au début de l'Histoire en face de Largo Winch ;
- June Tarrant, fille aveugle de Dennis Tarrant, elle vit seule et est harcelée par un des hommes du shérif. Elle tombe cependant amoureuse de Frederic Kaplan (son vrai nom est Ari Ben Chaïm et on apprend sa véritable histoire) ;
- Silky Song : elle est le nouveau pilote de Largo Winch avec environ 1 200 heures de vol à l'US Air Force. Elle maîtrise aussi plusieurs arts martiaux et est lesbienne ;
- Mitch : homme de main du shérif, il est depuis longtemps amoureux de June et a déjà idéalisé cet amour : il se croit fiancé avec elle. Tout comme la majorité des habitants de Deer Point, il déteste Largo Winch.

## Prix
Cet ouvrage a reçu le Sanglier d'argent attribué au meilleur dessinateur, l'une des distinctions du prix Albert-Uderzo, en 2005.

## Publications en français

### Albums
- Le Prix de l'argent, Dupuis, collection Repérages, 2004
- La Loi du dollar, Dupuis, collection Repérages, 2005